# Sepiapterin reduktaza
Sepiapterin reduktaza (EC 1.1.1.153, sepiapterinska reduktaza) je enzim sa sistematskim imenom L-eritro-7,8-dihidrobiopterin:NADP+ oksidoreduktaza. Ovaj enzim katalizuje sledeću hemijsku reakciju
1. -eritro-7,8-dihidrobiopterin + + {\displaystyle \rightleftharpoons } sepiapterin + +
2. -eritro-tetrahidrobiopterin + 2 + {\displaystyle \rightleftharpoons } 6-piruvoil-5,6,7,8-tetrahidropterin + 2 +

Ovaj enzim katalizuje finalni korak de novo sinteze tetrahidrobiopterina iz GTP-a. Enzim koji je prisutan kod viših životinja i nekih gljiva i bakterija, proizvodi eritro formu tetrahidrobiopterina, cf. EC 1.1.1.325, sepiapterin reduktaza (formira L-treo-7,8-dihidrobiopterin).

## Literatura
- Nicholas C. Price; Lewis Stevens (1999). Fundamentals of Enzymology: The Cell and Molecular Biology of Catalytic Proteins (Third изд.). USA: Oxford University Press. ISBN 019850229X.
- Eric J. Toone (2006). Advances in Enzymology and Related Areas of Molecular Biology, Protein Evolution (Volume 75 изд.). Wiley-Interscience. ISBN 0471205036.
- Branden C; Tooze J. Introduction to Protein Structure. New York, NY: Garland Publishing. ISBN 0-8153-2305-0.
- Irwin H. Segel. Enzyme Kinetics: Behavior and Analysis of Rapid Equilibrium and Steady-State Enzyme Systems (Book 44 изд.). Wiley Classics Library. ISBN 0471303097.
- William P. Jencks (1987). Catalysis in Chemistry and Enzymology. Dover Publications. ISBN 0486654605.

## Spoljašnje veze
- Sepiapterin+reductase на 